# 教会の危機
「教会の危機」（きょうかいのきき、英語: Crisis of the Church）は、カトリック教会において第2バチカン公会議以後の世俗化や教会離れ、聖職者や信徒の減少などを危惧して、前教皇ベネディクト16世などが述べた表現。

主に欧州や南北アメリカ大陸などでの現象を指すが、その一因として第2バチカン公会議による典礼改革や、さらには聖職者（司教、司祭など）によるスキャンダル等が考えられている。

## 概説
1960年代から、カトリック教会では数万の司祭が司祭職を捨て、多くの修道者や修道女たちが還俗した。
前教皇ベネディクト16世は、教皇就任前の1985年に著書の中で次のように述べている。
NCR(National Catholic Reporter) は、2010年に「カトリック教会は、教会史上最大の危機を迎えている。」と報じた。

## 信仰生活の危機
西洋でのカトリック教会の教勢は衰弱している。フランス、イタリア、さらにスペインやアイルランドでも、主日にミサに参加する信者は、少数派に転落した。
- 2007年、アイルランドでも教会に来る信徒の数が減少している[3]。
  - アイルランドのダブリン大司教区のマルティン大司教は、2011年5月、CNSのインタビューに答えて、カトリック信仰を若い世代に伝えることに失敗していると発言した。2011年現在、18％のカトリック信徒だけが主日のミサに与るのみである[4]。
  - アイルランドでは、1991年、人口の84％が少なくとも週に一度ミサに与っていた。2010年、その数は50％以下に減少した[2]。

- スペインでは、2010年現在の統計によると、カトリック信徒の3分の2がカトリック教会の儀式にはほとんど与ったことがないと答えている[2]。

- ドイツでは、3組に1組が結婚の5ないし10年後に離婚をし、その後再婚しようとするカトリック信者が増加している。1984年の統計によると、カトリックの強いドイツのチロル地方では、84パーセントが避妊に関する教会の教えを拒否すると答えている[5]。18歳から30歳の回答によると、避妊に関する教会の教えに全く同意すると答えたのは、1.8パーセントしかない。
  - 2008年の1年間に121,155名のカトリックが教会を離れたと発表した。2006年には84,389名、2007年には93,667名であった。カトリック教会に新しく入信した信徒の数は、2007年に4881名、2008年には4388名に過ぎなかった。2007年と2008年の1年間に、28万名のカトリック信徒が減少した。同じ1年間で、小教区教会の数は 12,265 から 12,080 に減少した。また同じ間に、カトリック教会で婚姻する数は 49,393 から 48,841 に減少した[6]。
- 2010年、ドイツにある24司教区の統計によると、18万人がカトリック教会を公式に離れた。（2009年では、約13万人であった。）カトリック教会を公式に離れるドイツのカトリック信徒数は、2009年と比較すると40％増加したことになる[7][8][9]。
  - 2010年、ケルン大司教区では15,000人以上がカトリック教会を離れた。2010年バヴァリアのアウクスブルクだけでも、12,065人のカトリックが教会を公式に離れた（2009年には7千人がカトリックを止めた）[10][11]

- 2007年、オーストリアのカトリック教会では2006年と比較すると信徒数が18％減少した。オーストリアにおいて、2004年に45,000人の信徒が、2005年には44,609人、2006年は36,645人が、法的にカトリック教会から脱会した。ウィーン大司教区は信徒の「大脱出(mass exodus)」の兆候が見られると述べている[3]。
  - 2011年、オーストリア・ドイツ・スイスの極めて進歩派の143人の神学者らは、教会の危機を解消するために、2011年を「脱出の年」を求める声明文に署名し、カトリック教会をさらに民主化するように求めた[12]。

- アメリカ合衆国では、2008年だけで40万人がカトリック教会を離れた。1995年から2008年までに、廃止された小教区は1000以上あり、司祭の数は49,000人から40,000人に減少した。社会学者デイヴィド・カーリンは「カトリシズムはアメリカの至る所で衰退している」という[2]。

ラテンアメリカにおいても、「毎年カトリック教会は60万の信徒たちを失っている」という1993年の報告がある。
2004年10月21日、ディエゴ・セヴァジョス（メキシコ）のレポートによると、バチカンは「ラテンアメリカは、 "希望の大陸" から "心配の大陸" に変わった」と言う。その理由は、ラテンアメリカの大量の信徒らがカトリック教会を離れているからである。この報道によれば、このペースは15年以内にカトリック教会を崩壊に導くであろうと言われている。2004年現在、ラテンアメリカは全世界にいる10億7千万人のカトリック信徒たちのほぼ半数を抱えている。しかし司教聖省で働いているシプリアノ・カルデロンは、信徒の喪失は「痛々しい現実」であるという。
- 1990年、ブラジルでは3パーセントがプロテスタントであったが、2004年には16パーセントになり、毎年加速している。ブラジルでは2005年、1億人のカトリック信徒がいるが、毎年50万人が教会を離れている。福音派のプロテスタント諸教派は、1991年には人口の9％であったが、2000年には15.1％になっている。他方で、同時にカトリック信徒は83.7％から 73.7％に減少している[14]。

- メキシコでは、第2バチカン公会議以前と比べると2004年現在、10％の信徒が教会を離れた[14]。

- コロンビアでは、第2バチカン公会議以前には人口のほぼ全てがカトリック信徒であったが、2004年現在では3人に2人がカトリックであるという[14]。

- グアテマラでは、人口の3分の1がカトリック教会を離れ、ほとんどが福音派のプロテスタントになった[14]。

- コスタリカでは、2003年の調査によると、人口の77％がカトリック信徒であったが、1年後の2004年には71.3％に減少した。別の統計によると、52％がカトリック教会を「信じない」とし、44％が「信じる」と答えた。コスタリカの司教総代理によると、2004年現在、カトリック教会は毎日687人の信徒を失っている[14]。

このような報道・記事はあるものの、バチカン国務省統計局の「カトリック教会統計2011年」によると、2011年の世界のカトリック信者は約12億1400万人で、2010年の11億9600万人と比較して1.5％増加している。また、世界の人口に対しカトリック信者が占める割合は17.5％と横ばいである。大陸別に見るとアフリカ、アジアで信徒が増加していて、アメリカとヨーロッパでは大きな変化はなかった。

## 召命の危機

### 司祭の減少
統計によると、1962年から1972年の10年の間に、21,320名の司祭たちが司祭職を放棄した。
2007年現在の統計によると、バチカンに報告されているだけでも、およそ35年の間に約7万人のカトリック司祭が司祭を辞め、そのうち約57,000名の司祭達が結婚して司祭職を放棄したと言われている。

### 修道者の召命
- ケベックでは、1961年から81年にかけて、脱退、死亡、入会志願者減少などで修道女の数は、46,933人から26,294人に減った。44パーセントの減りようで、とどまるところを知らぬありさまであった。同じ時期に、入会志願者の数は98.5パーセントも激減した。残りの1.5パーセントの大部分は若い女性ではなく、"熟年召命者" である。「今後短い期間に（すくなくとも人間的観点からはまったくありえない傾向の逆転でもないかぎり）私たちの知っている女子修道生活は、カナダではただ記憶としてしか残らないだろう。[17]」
- ベネディクト16世は2006年11月5日、カナダ・ケベックの司教たちに次のように語っている。「司祭の数は、一部の地域で主日のミサを挙げられないこともある位減少している。このことは、教会生活における秘跡の位置づけを、憂慮されるほど危うくしている。[18]」
- 2008年には会員数4800人以上の男子修道会が11あったが、そのうち8修道会での1961年と2007年との会員数は次の通りである[19]。

| 修道会名         | 1961年 | 2007年 | 増減   |
| ---------------- | ------ | ------ | ------ |
| イエズス会       | 34,687 | 19,216 | -45% ↓ |
| フランシスコ会   | 26,151 | 15,256 | -42% ↓ |
| サレジオ会       | 20,545 | 16,389 | -20% ↓ |
| カプチン会       | 15,624 | 11,166 | -28% ↓ |
| ベネディクト会   | 11,500 | 7,640  | -33% ↓ |
| ドミニコ会       | 9,737  | 6,044  | -38% ↓ |
| 神言会           | 5,345  | 6,087  | +14% ↑ |
| レデンプトール会 | 8,956  | 5,601  | -37% ↓ |

- 1970年から2007年までの全世界における司祭総数、修道者、修道女の総数の移行は次の通りである[20]。

| World Data                 | 1970      | 1975    | 1985    | 1995    | 2000    | 2005    | 2007    |
| -------------------------- | --------- | ------- | ------- | ------- | ------- | ------- | ------- |
| 司祭総数                   | 419,728   | 404,783 | 403,480 | 404,750 | 405,178 | 406,411 | 408,024 |
| 修道士数                   | 79,408    | 70,388  | 65,208  | 59,515  | 55,057  | 54,708  | 54,956  |
| 修道女数                   | 1,004,304 | 968,526 | 917,432 | 837,961 | 801,185 | 760,529 | 746,814 |
| 世界におけるカトリック人口 | 6.536億   | 7.096億 | 8.520億 | 9.894億 | 10.45億 | 11.15億 | 11.47億 |
| 世界人口に対する比率       | 18%       | 17%     | 18%     | 17%     | 17%     | 17%     | 17%     |

### 神学生
- フランスでは1950年代には毎年約1000名ほどの司祭が叙階されていたが、しかし1990年代では毎年100名程度しかない。2009年現在、フランスの司教区所属の司牧中の司祭数は、9000名以下である。多くのフランス司教区では10年後には司牧可能の司祭の数は最大10名となる。神学生の数は2007年から750名以下となっている。2009年以後、司祭叙階の数は100名以下となるだろう。2025年には、フランスの司教区の3分の1は統廃合されているだろう[21]。
- アメリカ合衆国では、カトリック神学生の数は、1970年の28,819名に対し、2002年には4,719名に減少している[22]。

- アイルランドのダブリン大司教区では、2009年以降、199の小教区教会で働く司祭の数がようやく足りるに過ぎなくなるだろう。2009年現在、ダブリン大司教区では、80歳以上の司祭が46名、35歳以下の司祭は2名しかいない。40歳以上の司祭の数は、40歳以下の司祭の数の10倍である。アイルランドでは二、三十年の間に司祭が無くなっているだろうと言われている[23]。

なお、バチカン国務省統計局の「カトリック教会統計2011年」によると、世界の司祭数は、教区司祭・修道司祭合わせて413,418人、10年前の2001年と比較して2.1％増加している。ただしヨーロッパでは－9％と減少を記録した。修道者も、この10年間にヨーロッパ、アメリカ、およびオセアニアでは減少しているものの、アフリカとアジアでは伸びを記録している。また、司祭を目指す神学生の数は、2011年は120,616人で、10年前と比較し7.5％増えていて、これもヨーロッパやアメリカでは減少しているがアフリカとアジアで著しく伸びている。

## 教皇たちの証言
- パウロ6世はすでに、1969年に教会が「自己破壊」をしていると言っていた[24]。
- ヨハネ・パウロ2世は、ヨーロッパのカトリック教会の状況を「沈黙の背教(silent apostasy)」と表現した[25]。
- ベネディクト16世は、信仰教義聖省長官であったとき、2005年聖金曜日の十字架の道行きで、カトリック教会を「沈みつつある船」に喩えた[26]。更にまた、2009年3月に全世界の司教たちへの手紙の中で「地上の広大な地域で、信仰がもはや燃え尽きてしまう炎のように消え去ってしまう虞がある現代[27]」と表現している。
- また、ベネディクト16世は著書の中で「私たちが今日経験している教会の危機は、『あたかも神が存在していないかのような(etsi Deus non daretur)』の原則に従って行われた改革の結果である『典礼の崩壊』が原因であると、私は確信しております。[28]」と述べたことがあり、2007年に自発教令「スンモールム・ポンティフィクム」を発布し、その中で「多くの地域で、新しいミサ典礼書の規定が忠実に守られなかったためです。それどころか、実際に、新しいミサ典礼書が『典礼を創造的に行うこと』を正当化し、さらには要求しているとまで考えられたからです。この『典礼を創造的に行うこと』は、しばしば耐えがたいしかたで典礼をゆがめました。わたしは経験から述べています。わたしもあの希望と混乱に満ちた時期を体験したからです。そしてわたしは、典礼を勝手にゆがめることが、教会の信仰に完全なしかたで根ざした人々をどれほど深く傷つけたかを目にしてきました。」と、第2バチカン公会議以降の行き過ぎた典礼刷新を戒めた[29]。

## その他の証言
ラルフ・マッキナリは「第2バチカン公会議の何がうまく行かなかったか」で、カトリック教会が益々世俗化する現代社会の影響を受け、また批判勢力に曝された結果として、危機的状況にあることを次のような具体例を上げている。
「聖職者のあるべき姿が曖昧となった結果、多くの聖職者が還俗し、信仰を棄てている。」
「司教区内で教皇との結びつきで最高位にある司教が聖職者の集まりでは他の聖職者と同等に扱われるようになった。聖書研究が教皇庁との縁を切った。」
「カトリック教徒が原罪意識を失い、結婚に関する道徳面の放縦と混乱がもたらされた。」
「典礼の改革は途方も無く受け入れ難い方向に進み、現代のカトリック教徒は地獄や悪魔を軽んじるまでになっている。」
オプス・デイのジョン・マックロスキー神父によると、カトリック教会は、聖伝へ戻ることによって数は少ないがもっと熱心で、福音宣教を促進する教会に変わるだろうと答えている。同神父によると、リベラルがカトリック教会を離れるので、教会の指導に従い、教会の禁止している避妊をせず大家族を作る聖伝に従うカトリック信徒たちが中核に残り教会を強めるだろう。その様な家庭の息子たちが将来司祭になっていくだろう。

## 日本における状況
2009年6月に開催された定例司教総会において、第1回『福音宣教推進全国会議』開催20周年に際して、この20年間の日本におけるカトリック教会の変化と現状の問題について岡田武夫東京大司教は次のようにまとめている。
- 司祭、信徒、修道者の高齢化
- カトリック事業体の継続・運営の不安定化、困難化
- 16カトリック司教区の維持の困難さ

上智大学教授の光延一郎神父は2009年に次のようにコメントしている。「カトリック中央協議会が発表している教会現勢の統計資料（2007年度）によれば、この十年間、日本のカトリック教会に籍を登録している信者の教勢は、あらゆる項目において現状維持とも言いがたい「漸減」を示しています。（略）受洗者は年間七千人ほど。これも減り気味で、亡くなる方や行方不明を合わせると、どうしても総数は微減ということになります。」

### 日本における召命の危機
1976年には日本に 1,966人いたカトリック司祭は、30年後の2006年には 1,523人に減少している。2007年には1,489人、2008年には1,493人、2009年には1,481人となっている。また2011年には司祭が1,475人、神学生が（大神学生・小神学生あわせて）136人となっている。
東京教区の高齢司祭小委員会の1996年の発表によれば、日本で働く司祭（1866人 そのうち日本籍司祭 996人　外国籍司祭 870人）の平均年齢は58.87歳であった。

### 日本における成人洗礼の減少
2002年の成人洗礼の数は3,889人であった。1992年をピークに減少傾向にあったが、2002年には56年ぶりに4,000人を割った。
その後、2007年には3,658人、2008年には3,472人となってますます減少している。2009年には3,594人、2011年には3,162人であった。